# Herbita valtrudaria
Herbita valtrudaria là một loài bướm đêm trong họ Geometridae.